# NGC 7182
NGC 7182 (również PGC 67864) – galaktyka spiralna (S0-a), znajdująca się w gwiazdozbiorze Wodnika. Odkrył ją Albert Marth 31 lipca 1864 roku.